# Epicauta lemniscata
Epicauta lemniscata är en skalbaggsart som först beskrevs av Fabricius 1801.  Epicauta lemniscata ingår i släktet Epicauta och familjen oljebaggar. Inga underarter finns listade i Catalogue of Life.